# Akwarium, czyli samotność szpiega
Akwarium, czyli samotność szpiega – miniserial telewizyjny produkcji polsko-niemiecko-ukraińskiej z 1995 roku (premiera w 1999) w reżyserii Antoniego Krauzego i z jego scenariuszem na podstawie powieści Wiktora Suworowa pod tytułem Akwarium.

## Obsada
Obsada aktorska:
- Jurij Smolskij jako Wiktor Suworow
- Janusz Gajos jako pułkownik Nikołaj Krawcow
- Swietłana Mielnikowa jako Tania
- Władimir Abazopuło jako instruktor Specnazu
- Anatolij Jurczenko jako pułkownik-obserwator
- Siergiej Gorszkow jako Konstantin, adiutant w sztabie armii
- Jakow Primakow jako podpułkownik
- Oleg Pszin jako podpułkownik
- Igor Szelest jako sierżant
- Oleg Maslennikow jako Gienek, agent rezydentury GRU w Wiedniu
- Wiaczesław Słanko jako pułkownik Razumow z GRU
- Jewgienij Papiernyj jako egzaminator GRU
- Borys Litwin jako Kir Gawriłowicz Łamzenko
- Anatolij Wasiliew jako generał GRU
- Paweł Nowisz jako żywcem palony
- Igor Czernicki jako inżynier „okularnik”
- Wiktor Daniłow jako śledczy KGB
- Witold Pyrkosz jako gen. Galicyn – „Nawigator”, szef rezydentury GRU w Wiedniu
- Henryk Bista jako właściciel firmy zwerbowany przez Suworowa na targach zbrojeniowych
- Alex Murphy jako Amerykanin zwerbowany przez Suworowa
- Tadeusz Wojtych jako chłop niemiecki zwerbowany przez GRU
- Wiktor Biełousow jako pierwszy szyfrant
- Władimir Abramuszkin jako ekspert GRU
- Ilja Zmiejew jako ekspert GRU
- Aleksander Chochłow jako konsul ZSRR w Wiedniu
- Adam Musiał jako agent GRU
- Łarisa Guzejewa jako Wala, żona Gienka
- Stanisław Brejdygant jako dyplomata brytyjski
- Willfried Fuchs jako agent brytyjski
- Michał Banach jako piwosz
- Mariusz Pilawski jako Austriak w piwiarni
- Wiktor Suworow w roli samego siebie
- Marek Piestrak
- Wojciech Rogoziński
- Mirosław Zbrojewicz
- Andriej Derkacz
- Aleksandr Kuszcz
- Konstantin Krylow
- Oleg Rubiec
- Aleksandr Szymbarowskij
- Wiesław Adamowski
- Lech Adamowski
- Czesław Magnowski
- Jerzy Piaseczny
- Karina Zachorowa
- Andrea Zchetmayer
- Krzysztof Żelichowski

Obsada dubbingu:
- Zbigniew Suszyński jako Wiktor Suworow
- Marcin Troński jako Instruktor Specnazu
- Władysław Kowalski jako Kir
- Krzysztof Kolberger jako Amerykanin zwerbowany przez Suworowa

## Tytuły odcinków
- Nabór
- Trening
- Turystyka alpejska
- Zdrada

## Powiązane
- Akwarium – film w reżyserii A. Krauzego
- Akwarium – powieść Wiktora Suworowa